# 헨켈홈케어코리아
헨켈홈케어코리아(영어: Henkel Homecare Korea)는 1988년에 창립을 하여 생활용품와 살충제 제조판매한 회사이며 2004년 11월 인수한 한국크로락스 (Clorox Korea)가 2005년 1월 사명을 변경하여 헨켈홈케어코리아가 되었다.

## 제품
헤어케어
- 사이오스프로페셔널
- 시세이도프로페셔널
- 슈왈츠코프프로페셔널
- 서브리믹프로페셔널
- 프리미언스프로페셔널

홈케어
- 퍼실
- 퍼울
- 프릴
  - 프릴 시크릿 오브 맑은 식초
  - 프릴 시크릿 오브 베이킹 소다
- 버넬
  - 버넬 100일
  - 버넬 센서티브
- 브레프
  - 브레프 파워액티브
  - 브레프 파워스프레이
  - 브레프 파워젤 식스이펙트
  - 브레프 향기스위치
  - 브레프 듀오액티브
  - 브레프 듀오큐브
- 르샤
- 홈키파
  - 홈키파 수성에어졸
  - 홈키파 수성에어졸 (다이소 판매용)
  - 홈키파 모기향
  - 홈키파 초파리싹 내츄럴
  - 홈키파 마이키파
  - 홈키파 제로
- 홈매트
  - 홈매트 훈증기
  - 홈매트 리퀴드
  - 홈매트 3D홈네트
  - 홈매트 홈솔루션
  - 홈매트 제로
- 컴배트 (컴배트 프로패셔널)
  - 컴배트 프로패셔널 파워형 바퀴용
    - 컴배트 프로패셔널 파워형 바퀴용 (다이소 판매용)

  - 컴배트 프로패셔널 에어졸형
  - 컴배트 프로패셔널 바퀴겔
  - 컴배트 프로패셔널 맥스 바퀴용 (타게트/울트라슬림/에어졸)
  - 컴배트 프로패셔널 개미용 (파워/실버미니)
    - 컴배트 프로패셔널 파워형 개미용 (다이소 판매용)

  - 컴배트 프로패셔널 맥스 개미용 (타게트/듀오)
- 컴배트 진드기싹
  - 컴배트 진드기싹 (시트/스프레이)
  - 컴배트 좀벌레싹

## 단종제품
- 컴배트
- 컴배트골드
- 컴배트매트
- S.O.S (해당 브랜드는 The Clorox Company에 이관)
- 컴배트제트
- 실버컴배트
- 홈키파,홈매트 아로마
- 홈키파,홈매트 가보
- 컴배트 프로패셔널 내츄럴데코
- 홈키파제트샷
- 컴배트 프로패셔널 프리즈 스프레이

## 논란

### 대한민국에 가습기 살균제 판매 논란
2007년 홈키파 가습기싹을 출시하였다. 2009년에 판매가 2년만에 중단이 되었다. 2011년 정부가 2011년 실시한 가습기 살균제 전수조사에서 헨켈홈케어코리아의 '홈키파 가습기싹' 제품을 누락한 것으로 26일 밝혀졌다. 그러나 문제의 제품은 2007년부터 2011년까지 최소 수만 개 이상 유통됐다"고 지적했다.MSDS(물질안전보건자료)를 분실했다며 독성 성분이 들어있는지의 여부도 밝히지 않았다"고 설명했다. MSDS는 화학 물질에 대한 안전, 보건상의 기초 자료로서 유해한 물리·화학적 특성, 유독성, 취급 주의사항, 응급조치요령 등을 다룬 문서이다. 2016년 9년전에 헨켈홈케어코리아가 생산판매한 '홈키파 가습기 한번에 싹' 제품에 클로로메틸이소티아졸리논(CMIT)과 메틸이소티아졸리논(MIT) 등의 유독물질이 쓰인 것으로 확인되면서 국정조사특별위원회 조사대상에 포함됐다가 뒤늦게 사실을 확인했는데.

## 같이 보기
- 헨켈
- 박미선 → 홈매트 1991년 모델
- 이성미 → 홈매트 1992년 모델
- 양희경 → 컴배트 1992년 모델
- 전광렬 → 컴배트 1995년 모델
- 조형기 → 홈매트 1995,1997년 모델
- 전원주 → 홈매트,홈키파 1998년 모델
- 유호정 → 홈키파,홈매트 모델
- 김남주 → 퍼실 모델
- 하도권 → 홈키파제로,홈매트제로 모델